# Sadako Ogata
Sadako Ogata, nata Nakamura (緒方 貞子?, Sadako Ogata; Tokyo, 16 settembre 1927 – Tokyo, 22 ottobre 2019), è stata una docente e diplomatica giapponese, ex alto commissario delle Nazioni Unite per i rifugiati. Dopo aver terminato il suo mandato, è stata nominata presidente, il 1º ottobre 2003, dell'Agenzia di cooperazione internazionale del Giappone.

## Biografia
Proveniente da una famiglia di diplomatici, ha studiato scienze politiche. Nel 1953 ha conseguito un Master presso l'Università di Georgetown di Washington e si è laureata all'Università della California, Berkeley nel 1963 prima di tornare in Giappone. Dal 1965 al 1974 ha insegnato Relazioni internazionali presso l'Università del Sacro Cuore e l'Università di Oftalmologia di Tokyo. Dal 1974 al 1976 è stata assistente alla cattedra all'Università Cristiana Internazionale. Nel 1976, è tornata negli Stati Uniti, questa volta per rappresentare il suo paese alle Nazioni Unite a New York, dove inizialmente ricopriva il grado di ministro, in seguito è stata inviata speciale. Nel 1980 torna a Tokyo e diventa professore, in seguito direttore dell'Istituto per le relazioni internazionali presso la Sophia University di Tokyo. Nel 1989 diventò decano. Nel 1993 riceve il Premio Colombe d'Oro per la Pace da parte dell'Istituto di Ricerche Internazionali Archivio Disarmo.

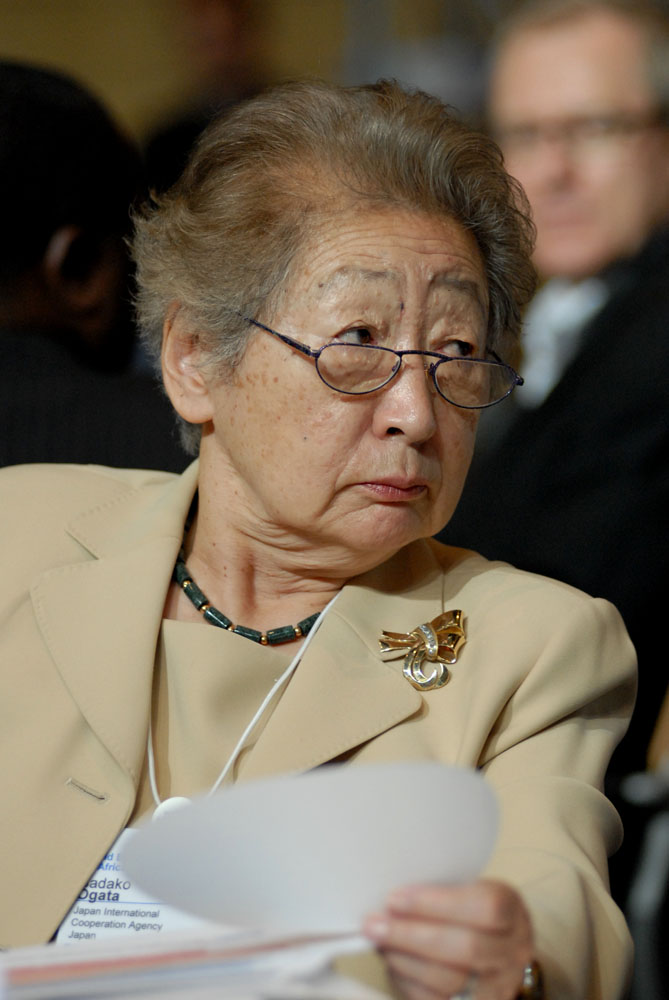
Sadako Ogata al Forum economico mondiale sull'Africa, Città del Capo, Sudafrica (4 giugno 2008)

Ogata era un membro del Club di Roma.

## Attività per l'ONU
Dal 1982 al 1985 è stata rappresentante giapponese della Commissione per i diritti umani delle Nazioni Unite. Nel 1990, ha lavorato brevemente come esperto indipendente presso la Commissione per i diritti umani delle Nazioni Unite in Myanmar.
Dal 1991 al 2000 Sadako Ogata è stata alto commissario delle Nazioni Unite per i rifugiati. È stata eletta per la prima volta dall'Assemblea generale delle Nazioni Unite nel 1990 per un mandato triennale e si è insediata il 1º gennaio 1991. Nel 1993 è stata eletta per altri cinque anni e ancora nel 1998 per due anni. Il suo successore in questo ufficio nel 2001 fu l'olandese Ruud Lubbers.
Agli inizi del 2002, Ogata respinse l'offerta del primo ministro Jun'ichirō Koizumi, di succedere al ministro degli Esteri licenziato Makiko Tanaka.

## Famiglia
Il suocero di Ogata era l'ex vicepremier Taketora Ogata, Suo nonno materno era l'ex ministro degli esteri Kenkichi Yoshizawa.